# ZISC
ZISC (англ. Zero Instruction Set Computer — компьютер с нулевым набором команд) — архитектура процессора, основанная на таких технологиях, как сопоставление с образцом. Архитектура характеризуется отсутствием микрокоманд в привычном для микропроцессоров понимании. Также акроним ZISC намекает на разработанную ранее технологию RISC.
Концепция основана на идеях, позаимствованных из нейросетей. Для ZISC характерна аппаратная параллельная обработка данных, подобно тому, как это происходит в настоящих нейросетях. Эта концепция была разработана Гаем Палле (Guy Paillet), вдохновлённым во время совместной работы с командой Карло Руббиа по параллельной обработке, и с Леоном Купером в начале 1990-е над RCE (Restricted Coulomb Energy — модель нейросети, опубликованная Cooper в 1982). RCE было разработано и опубликовано в книге Bruce Batchelor (Cardiff University UK) «Practical Approach to Pattern Classification».